# Balan: Book of Angels Volume 5
Balan: Book of Angels Volume 5 es un álbum interpretado por The Cracow Klezmer Band con composiciones de John Zorn. Es parte del segundo libro Masada, The Book of Angels.

## Recepción
La reseña de Allmusic escrita por Thom Jurek le otorgó 4 estrellas al álbum, llamándolo un "entrancing, ingeniosos, y por todo significa registro exótico".

## Lista de pistas
Todas las  composiciones realizadas por John Zorn.
1. "Zuriel" - 4:18
2. "Suria" - 7:56
3. "Lirael" - 6:07
4. "Kadosh" - 2:43
5. "Haniel" - 5:02
6. "Jehoel" - 5:17
7. "Asbeel" - 5:05
8. "Aniel" - 3:48

- Grabado en el Estudio 2002 en Cracovia el 13 de febrero, 19 de febrero y 1 de marzo de 2006

## Integrantes
- Jaroslaw Bester – bayan / acordeón
- Oleg Dyyak – percusiones
- Wojciech Front – contrabajo
- Jaroslaw Tyrala – violín
- Jorgos Skolias – voz
- Ireneusz Socha – instrumentos por computadora
- Invitados especiales - Cuarteto de cuerdas DAFO
- Anna Armatys – violonchelo
- Danuta Augustyn – violín
- Justyna Duda – violín
- Aneta Dumanowska – viola